# چهاررنگ‌بینی

چهار رنگ‌دانه در سلول‌های مخروطی پرنده (در این مثال، سهرگان ریز) دامنه دید رنگی را تا اشعه فرابنفش گسترش می‌دهند.

چهاررنگ‌بینی (انگلیسی: Tetrachromacy)، (از یونانی tetra به معنای "چهار" و chromo به معنای "رنگ") شرایط داشتن چهار کانال مستقل برای انتقال اطلاعات رنگ یا داشتن چهار نوع یاخته مخروطی در چشم است. موجودات که دارای چهاررنگ‌بینی هستند، چهاررنگ‌بین نامیده می‌شوند.
در موجودات چهاررنگ‌بین، فضای رنگی حسی چهار بعدی است، به این معنی که تطبیق اثر حسی طیف‌های نوری که به‌طور دلخواه انتخاب شده‌اند در طیف مرئی آنها مستلزم مخلوط‌هایی از حداقل چهار رنگ اصلی است.
چهاررنگ‌بینی در بین گونه‌های مختلف پرندگان، ماهی‌ها، دوزیستان، و خزندگان نشان داده شده است. جد مشترک همه مهره‌داران یک چهاررنگ‌بین بود، اما پستانداران به دلیل گلوگاه شبانه، دو رنگی را تکامل دادند و دو تا از چهار مخروط خود را از دست دادند. سه‌رنگ‌بین‌ها می‌توانند تقریباً ۱۰۰ میلیون ترکیب رنگ را ببینند، اما یک چهاررنگ‌بین می‌تواند بیش از یک میلیارد ترکیب رنگ را ببیند.

## فیزیولوژی
توضیح طبیعی چهاررنگ‌بینی این است که اندامگان شبکیه شامل چهار نوع گیرنده نور با شدت بالاتر (به نام یاخته‌های مخروطی در مهره‌داران بر خلاف یاخته‌های میله‌ای که گیرنده‌های نور با شدت پایین‌تر هستند) با حساسیت طیفی متفاوت است. این بدان معنی است که اندامگان ممکن است طول موج‌هایی فراتر از دید یک انسان معمولی را ببیند و ممکن است بتواند بین رنگ‌هایی که از نظر یک انسان عادی به نظر یکسان به نظر می‌رسد تمایز قائل شود. گونه‌هایی با دید رنگی چهاررنگ‌بینی ممکن است یک مزیت فیزیولوژیکی ناشناخته نسبت به گونه‌های رقیب داشته باشند.

## انسان‌ها
انسان‌واران (از جمله انسان‌ها) و میمون‌های دنیای قدیم به‌طور معمول دارای سه نوع یاخته مخروطی هستند و بنابراین سه‌رنگ‌بین هستند. با این حال، چهاررنگ‌بینی انسانی ممکن است در برخی شرایط امکان‌پذیر باشد.
چهاررنگ‌بینی مستلزم وجود ۴ کلاس یاخته گیرنده نوری مستقل با حساسیت طیفی متفاوت است. با این حال، همچنین باید عملکرد مناسب پس از گیرنده برای مقایسه سیگنال‌های چهار کلاس گیرنده وجود داشته باشد. بر اساس تئوری فرایند حریف، انسان‌ها دارای سه کانال مخالف هستند که سه رنگی را اعطا می‌کنند. اینکه آیا چهارمین کانال حریف برای تسهیل چهاررنگ‌بینی در دسترس است یا خیر، مشخص نیست.
موش‌ها که معمولاً فقط دو رنگدانه مخروطی دارند (و در نتیجه دو کانال مخالف)، برای بیان رنگدانه مخروطی سوم مهندسی شده‌اند و به نظر می‌رسد که افزایش تمایز رنگی را نشان می‌دهند، که احتمالاً نشان‌دهنده سه‌رنگ‌بین است و نشان می‌دهد که آنها قادر به ایجاد یا فعال کردن مجدد یک رنگدانه هستند. این امر از این نظریه حمایت می‌کند که انسان‌ها باید بتوانند از کانال چهارم حریف برای دید چهاررنگ‌بینی استفاده کنند. با این حال، ادعای نشریه اصلی در مورد انعطاف‌پذیری در عصب بینایی نیز مورد مناقشه قرار گرفته است.

### چهاررنگ‌بینی در حاملان کوررنگی
این نظریه مطرح شده است که زنانی که حامل آلل‌های اپسین مغلوب هستند که می‌توانند باعث نقص دید رنگی (کوررنگی) شوند، می‌توانند چهاررنگ‌بینی داشته باشند. حاملان زن سه‌رنگ‌بینی غیرعادی (کوررنگی خفیف) دارای آلل‌های هتروزیگوت ژن‌هایی هستند که ال‌اپسین (L-opsin) یا ام‌اپسین (M-opsin) را کد می‌کنند. این آلل‌ها اغلب دارای حساسیت طیفی متفاوتی هستند، بنابراین اگر حامل هر دو آلل اپسین را بیان کند، ممکن است چهاررنگ‌بینی از خود نشان دهند. در انسان، دو ژن رنگدانه سلول مخروطی در کروموزوم ایکس وجود دارد: ژن کلاسیک نوع 2 opsin OPN1MW. افراد با دو کروموزوم ایکس می‌توانند رنگدانه‌های سلول مخروطی متعددی داشته باشند که احتمالاً به‌عنوان چهاررنگ‌بین‌های کامل متولد می‌شوند که دارای چهار نوع سلول مخروطی هستند که به‌طور همزمان کار می‌کنند، هر نوع با الگوی خاصی از پاسخ‌دهی به طول‌موج‌های مختلف نور در محدوده طیف مرئی.
یک مطالعه نشان داد که ۱۵٪ از زنان جهان ممکن است نوع چهارم مخروط را داشته باشند که اوج حساسیت آن بین مخروط قرمز و سبز استاندارد است و از نظر تئوری افزایش قابل توجهی در تمایز رنگ ایجاد می‌کند. مطالعه دیگری نشان می‌دهد که ۵۰ درصد از زنان و ۸ درصد از مردان ممکن است دارای چهار فتوپیگمنت و افزایش تمایز رنگی متناظر با سه‌رنگ‌بین‌ها باشند. در سال ۲۰۱۰، پس از بیست سال مطالعه بر روی زنان دارای چهار نوع مخروط (چهاررنگ‌بینی غیرعملکردی)، گابریل جردن، عصب‌شناس، زنی را شناسایی کرد (موضوع cDa29) که می‌توانست تنوع رنگ‌های بیشتری را نسبت به سه‌رنگ‌بین‌ها تشخیص دهد که با یک چهاررنگ‌بینی کاربردی مطابقت دارد (یا چهاررنگ‌بینی واقعی).
تنوع در ژن‌های رنگدانه مخروطی در اکثر جمعیت‌های انسانی گسترده است، اما شایع‌ترین و بارزترین چهاررنگ‌بینی ناشی از حامل‌های زن، ناهنجاری‌های اصلی رنگدانه قرمز/سبز است که معمولاً به‌عنوان اشکال «کوررنگی» (سرخ‌دشواربینی یا سبزدشواربینی) طبقه‌بندی می‌شوند. مبنای بیولوژیکی این پدیده، غیرفعال‌سازی X آلل‌های هتروزیگوت برای ژن‌های رنگدانه شبکیه است، که همان مکانیسمی است که به اکثریت میمون‌های ماده دنیای جدید بینایی سه‌رنگی می‌دهد.
در انسان، پردازش بصری اولیه در نورون‌های شبکیه رخ می‌دهد. مشخص نیست که این اعصاب چگونه به یک کانال رنگی جدید واکنش نشان می‌دهند، یعنی اینکه آیا می‌توانند آن را جداگانه کنترل کنند یا فقط آن را با یک کانال موجود ترکیب کنند. اطلاعات بصری از طریق عصب بینایی از چشم خارج می‌شود. مشخص نیست که آیا عصب بینایی ظرفیت اضافی برای کنترل یک کانال رنگی جدید را دارد یا خیر. انواع پردازش تصویر نهایی در مغز انجام می‌شود. معلوم نیست در صورت ارائه یک کانال رنگی جدید، نواحی مختلف مغز چگونه پاسخ خواهند داد.
چهاررنگ‌بینی همچنین ممکن است بینایی را در نور کم، یا در نگاه کردن به یک صفحه نمایش افزایش دهد.

### چهاررنگ‌بینی شرطی
با وجود سه‌رنگ‌بینی بودن، انسان‌ها می‌توانند با استفاده از دید مزوپیک (Mesopic vision) خود، چهاررنگ‌بینی خفیفی را در درخشندگی نور کم تجربه کنند. در بینایی مزوپیک، هم سلول‌های مخروطی و هم سلول‌های میله‌ای فعال هستند. در حالی که میله‌ها معمولاً به دید رنگ کمک نمی‌کنند، ممکن است در این شرایط نوری خاص، ناحیه کوچکی از چهاررنگ‌بینی در فضای رنگ ایجاد کنند. حساسیت سلول میله‌ای انسانی در طول موج ۵۰۰ نانومتر (سبز مایل به آبی) بیشترین است، که به‌طور قابل توجهی با حساسیت طیفی اوج مخروط‌ها (معمولاً ۴۲۰، ۵۳۰ و ۵۶۰ نانومتر) متفاوت است.

### چهاررنگ‌بینی مسدود شده
اگرچه بسیاری از پرندگان چهاررنگ‌بین‌هایی با رنگ چهارم در اشعه فرابنفش هستند، اما انسان نمی‌تواند نور فرابنفش را مستقیماً ببیند زیرا عدسی چشم بیشتر نور را در محدوده طول موج ۳۰۰–۴۰۰ نانومتر مسدود می‌کند. طول موج‌های کوتاه‌تر توسط قرنیه مسدود می‌شوند. سلول‌های گیرنده نور شبکیه به نور نزدیک به اشعه فرابنفش حساس هستند و افرادی که فاقد عدسی هستند (وضعیت معروف به بی‌عدسی) نور فرابنفش نزدیک (تا ۳۰۰ نانومتر) را به رنگ آبی مایل به سفید یا برای برخی از طول موج‌ها، بنفش مایل به سفید می‌بینند. سه نوع مخروط تقریباً به یک اندازه به نور فرابنفش حساس هستند (سلول‌های مخروطی آبی کمی حساس‌تر). در حالی که یک محدوده مرئی گسترده نشان دهنده چهاررنگ‌بینی نیست، برخی معتقدند که رنگدانه‌های بصری با حساسیت در طول موج‌های نزدیک به فرابنفش موجود هستند که چهاررنگ‌بینی را در مورد بی‌عدسی فعال می‌کند. با این حال، هیچ مدرک بررسی شده‌ای وجود ندارد که این ادعا را تأیید کند.

## دیگر جانوران

### ماهی
ماهی‌ها، به‌ویژه پیوسته‌استخوانان، معمولاً چهاررنگ‌بین هستند. استثناها عبارتند از:
- کوسه‌ها و پرتوها - طیفی از تک‌رنگی تا سه‌رنگی[۳]
- ماهی‌های اعماق دریا (Deep-sea fish) - اغلب تک‌رنگ‌بین
- سیکلید - احتمالاً پنج‌رنگ‌بین یا بالاتر[۳]

### پرنده‌ها
برخی از گونه‌های پرندگان، مانند فنچ راه‌راه و کبوتران، از طول موج فرابنفش ۳۰۰ تا ۴۰۰ نانومتر مخصوص دید رنگی چهاررنگ‌بین به‌عنوان ابزاری برای گزینش جفت و غذایابی استفاده می‌کنند. هنگام انتخاب جفت، پرهای فرابنفش و رنگ پوست سطح بالایی از انتخاب را نشان می‌دهد. یک چشم پرنده معمولی به طول موج‌های حدود ۳۰۰ تا ۷۰۰ نانومتر پاسخ می‌دهد. از نظر فرکانس، این مربوط به یک باند در مجاورت ۴۳۰–۱۰۰۰ تراهرتز است. اکثر پرندگان دارای شبکیه‌هایی با چهار نوع طیفی سلول مخروطی هستند که گمان می‌رود واسطه بینایی رنگی چهاررنگی هستند. دید رنگ پرنده با فیلتر کردن توسط قطرات رنگ‌دانه روغن در گیرنده‌های نوری بیشتر بهبود می‌یابد. قطرات روغن، نور فرودی را قبل از رسیدن به رنگ‌دانه بصری در بخش‌های خارجی گیرنده‌های نوری فیلتر می‌کنند. چهار نوع مخروط، و تخصص قطرات روغن رنگ‌دانه، به پرندگان دید رنگی بهتری نسبت به انسان می‌دهد. با این حال، تحقیقات جدیدتر نشان داده است که چهاررنگ‌بینی در پرندگان فقط طیف بینایی بزرگتری نسبت به انسان در اختیار پرندگان قرار می‌دهد (انسان نمی‌تواند نور فرابنفش، ۳۰۰–۴۰۰ نانومتر را ببیند)، در حالی که وضوح طیفی ("حساسیت" به تفاوت‌های ظریف) مشابه است.

## پنج‌رنگ‌بینی و بالاتر
ابعاد دید رنگی کران بالایی ندارد، اما مهره‌داران با دید رنگی بالاتر از چهاررنگ‌بینی نادر هستند. سطح بعدی پنج‌رنگ‌بینی است که یک دید رنگی پنج بعدی است که حداقل به ۵ کلاس مختلف گیرنده نوری و همچنین ۵ کانال (Opponent process) مستقل اطلاعات رنگ از طریق سیستم بینایی اولیه نیاز دارد. ماده‌ای که برای هر دو اپسین LWS و MWS هتروزیگوت است (و بنابراین حاملی برای هر دو سرخ‌دشواربینی و سبزدشواربینی) پنج اپسین با حساسیت طیفی متفاوت را بیان می‌کند. با این حال، برای اینکه او یک پنج‌رنگ‌بین واقعی (قوی) باشد، این اپسین‌ها باید به سلول‌های گیرنده نوری مختلف تفکیک شوند و او باید عملکردهای مناسب پس از گیرنده را برای مدیریت ۵ کانال فرایند حریف داشته باشد، که بحث‌برانگیز است.
برخی از پرندگان (به ویژه کبوترها) پنج نوع یا بیشتر گیرنده رنگ در شبکیه خود دارند و بنابراین اعتقاد بر این است که پنج‌رنگ‌بین هستند، اگرچه شواهد روانی فیزیکی دال بر پنج‌رنگ‌بینی عملکردی وجود ندارد. تحقیقات همچنین نشان می‌دهد که برخی از مکنده‌ماهی‌ها، ممکن است پنج‌رنگ‌بین باشند. بی‌مهرگان می‌توانند تعداد زیادی از کلاس‌های مختلف اپسین داشته باشند، از جمله ۱۵ اپسین در پروانه‌های سه‌گوش نیلی یا ۳۳ در میگوی آخوندکی. با این حال، نشان داده نشده است که بینایی رنگ در این بی‌مهرگان ابعادی متناسب با تعداد اپسین‌ها دارد.